# Hagymási Bálint
Hagymási Bálint (Cybeleius Bálint, Cibeleus Bálint) (Varasd, 1490 körül – 1525 után) kanonok.

## Életrajza
Varasdon született köznemesi családban, valószínűleg 1490-ben. Humanista nevén Valentinus Cybelius Varasdiensis. 1506-1516 között Szatmári György pécsi püspök támogatásával Itáliában tanult, a bolognai egyetemen Giovanbattista Pio hallgatója volt. Versei megjelentek Pio egyik könyvének függelékében. 1512-től pécsi és székesfehérvári kanonok. 1517?-ben halt meg.

## Művei
Legfontosabb műve az Oposculum de laudibus et vituperio vini et aquae (Hagenau, 1517, Művecske a bor meg a víz dicséretéről és kárhoztatásáról), melyet 1517. január 12-én Székesfehérvárról keltezett. A mű megírására egy pécsi humanista symposion szolgáltatott alkalmat, ezzel válaszolt Hagymási a borivókat dicsérő Macedóniai László érveire.
- Művecske a bor és a víz dicséretéről és kárhoztatásáról; ford., utószó Krähling Edit; MTA Könyvtár és Információs Központ–Jaffa, Bp., 2017 (Lichniae)